# São Sebastião de Lagoa de Roça
São Sebastião de Lagoa de Roça är en kommun i Brasilien.   Den ligger i delstaten Paraíba, i den östra delen av landet, 1 600 km nordost om huvudstaden Brasília. Antalet invånare är 11 041.
Omgivningarna runt São Sebastião de Lagoa de Roça är en mosaik av jordbruksmark och naturlig växtlighet. Runt São Sebastião de Lagoa de Roça är det ganska tätbefolkat, med 56 invånare per kvadratkilometer.